# Mihai Mincă
Mihai Adrian Mincă (Zlatna, 8 ottobre 1984) è un calciatore rumeno, portiere svincolato.